# Udo Schmuck
Udo Schmuck (* 29. října 1952, Frankenthal) je bývalý východoněmecký fotbalista, obránce, reprezentant Východního Německa (NDR). Po skončení aktivní kariéry působil jako trenér.

## Fotbalová kariéra
Ve východoněmecké oberlize hrál za Dynamo Drážďany, nastoupil ve 236 ligových utkáních a dal 33 gólů. V letech 1973, 1976, 1977 a 1978 získal s Dynamem Drážďany mistrovský titul a v letech 1977, 1982, 1984 a 1985 východoněmecký fotbalový pohár. V Poháru mistrů evropských zemí nastoupil v 17 utkáních a dal 2 góly, v Poháru vítězů pohárů nastoupil ve 3 utkáních a v Poháru UEFA nastoupil ve 26 utkáních a dal 2 góly. Za reprezentaci Východního Německa (NDR) nastoupil v letech 1976–1982 v 7 utkáních a dal 1 gól.

## Ligová bilance
| Ročník          | Zápasy | Góly | Klub            |
| --------------- | ------ | ---- | --------------- |
| I. liga 1971/72 | 1      | 0    | Dynamo Drážďany |
| I. liga 1972/73 | 6      | 0    | Dynamo Drážďany |
| I. liga 1973/74 | 19     | 1    | Dynamo Drážďany |
| I. liga 1974/75 | 16     | 1    | Dynamo Drážďany |
| I. liga 1975/76 | 26     | 2    | Dynamo Drážďany |
| I. liga 1976/77 | 22     | 3    | Dynamo Drážďany |
| I. liga 1977/78 | 25     | 21   | Dynamo Drážďany |
| I. liga 1978/79 | 24     | 4    | Dynamo Drážďany |
| I. liga 1979/80 | 23     | 8    | Dynamo Drážďany |
| I. liga 1980/81 | 21     | 5    | Dynamo Drážďany |
| I. liga 1981/82 | 21     | 3    | Dynamo Drážďany |
| I. liga 1982/83 | 6      | 0    | Dynamo Drážďany |
| I. liga 1983/84 | 21     | 3    | Dynamo Drážďany |
| I. liga 1984/85 | 5      | 1    | Dynamo Drážďany |
| CELKEM I. liga  | 166    | 54   |                 |